# Acamprosaat
Acamprosaat (merknaam: Campral) is een geneesmiddel dat wordt gebruikt bij de behandeling van chronisch alcoholisme. Het is bedoeld om na een ontwenningskuur te worden gebruikt in combinatie met intensieve psychosociale begeleiding, om hernieuwd alcoholgebruik te voorkomen. Acamprosaat is sinds 1995 internationaal op de markt.
Acamprosaat is het calciumzout van acetylhomotaurine (3-Acetamidopropaan-1-sulfonzuur). De structuur ervan lijkt op die van gamma-aminoboterzuur (GABA). De precieze werking van acamprosaat is nog onbekend. De hypothese is dat acamprosaat een glutaminezuur-antagonist en GABA-agonist (GABA = gamma-aminoboterzuur) is. De afremming van de glutaminezuuractiviteit in de hersenen zou het hunkeren naar alcohol doen verminderen.
Het middel werkt niet bij iedereen even goed; ongeveer één op de vijf patiënten blijkt ermee van de verslaving af te kunnen komen. Het positieve effect is slechts aangetoond in combinatie met intensieve psychosociale begeleiding.

## Dosering
Tabletten, in te nemen tijdens de maaltijd ('s morgens, 's middags en 's avonds). De aanbevolen behandelingsduur is één jaar.

## Bijwerkingen
De voornaamste bijwerkingen blijken diarree en huiduitslag met jeuk te zijn; minder vaak misselijkheid, braken en buikpijn.